# Benjamin Mkapa
Benjamin William Mkapa (Ndanda, 12 novembre 1938 – Dar es Salaam, 24 luglio 2020) è stato un politico tanzaniano, terzo Presidente della Tanzania, in carica dal 1995 al 2005, nonché segretario del primo partito del paese, il Chama Cha Mapinduzi (CCM).

## Biografia
Nato a Ndanda, nella Regione di Mtwara, si laureò all'Università di Makerere per poi intraprendere la carriera politica. Fu tra l'altro funzionario del governo a Dodoma, Ministro della Scienza, della Tecnologia e dell'Istruzione Superiore, e due volte Ministro degli Esteri (dal 1977 al 1980 e dal 1984 al 1990).
Mkapa è rimasto in carica per due mandati (quinquennali), proseguendo la politica di liberalizzazione dell'economia iniziata dal suo predecessore Ali Hassan Mwinyi. Sotto la sua presidenza sono state privatizzate molte aziende statali e sono state attuate politiche di liberalizzazione del mercato volte ad attirare investimenti stranieri in Tanzania. Le sue riforme sono state approvate dalla World Bank e dal Fondo Monetario Internazionale, e hanno portato alla parziale cancellazione del debito della Tanzania.
Il suo governo è stato anche criticato per un uso eccessivamente disinvolto delle finanze dello stato. Per esempio, suscitarono molte polemiche la sua decisione di spendere quindici milioni di scellini tanzaniani per l'acquisto di un jet presidenziale. Dopo la fine del suo mandato, Mkapa ha subito numerose accuse di corruzione e appropriazione indebita di beni dello stato.